# Vol Tibet Airlines 9833
L'accident du vol Tibet Airlines 9833 implique un vol commercial régulier de Tibet Airlines entre l'aéroport international de Chongqing-Jiangbei en Chine et l'aéroport de Nyingchi-Mainling (en) dans le Xian de Mainling, région autonome du Tibet. 

## Déroulement
Le 12 mai 2022, l'Airbus A319-100, en pleine accélération pour le décollage, se déporte sur la gauche de la piste, traversant un runway parallèle et s’immobilisant dans l’herbe. Il perd ses deux moteurs et son train d’atterrissage. Un incendie se déclare alors à l’avant de l’avion, le rendant irréparable.

## Bilan et conséquences
Tous les passagers et membres d'équipage sont évacués sains et saufs, 36 étant légèrement blessés,,.